# Andrea Chiesa
Andrea Chiesa (Milaan, 6 mei 1964) is een Zwitsers autocoureur. Hij maakte zijn Formule 1-debuut in 1992 bij Fondmetal en nam deel aan 10 Grands Prix waarvan hij er 3 mocht starten. Hij scoorde geen punten.
Hij startte met karting in 1980 en stapte over naar de Italiaanse Formule 3 1985 en later naar de Formule 3000. In 1992 debuteerde hij in de Formule 1 voor Fondmetal. Omdat hij zich voor slechts 3 van de 10 races kwalificeerde werd hij vervangen door Eric van de Poele.
Momenteel rijdt hij in de GT-klasse. In 2007 reed hij in de Spyker C8 GT2 auto in de Le Mans Series.